# Георги-Добрево
Георги-Добрево (болг. Георги Добрево, прежнее название Кирилово) — село в Болгарии. Находится в Хасковской области, входит в общину Любимец. Население составляет 281 человек.